# ورسک، آنتالیا
ورسک، آنتالیا (به لاتین: Varsak, Antalya) یک زیستگاه انسانی در ترکیه است که در آنتالیا واقع شده‌است.